# Falk Illing
Falk Illing (* 9. Februar 1981 in Karl-Marx-Stadt) ist ein deutscher Politikwissenschaftler.
Illing studierte Volks-, Betriebs- und Politikwissenschaft an der Technischen Universität Chemnitz (M.A.) und wurde 2011 bei Eckhard Jesse am Institut für Politikwissenschaft an der Philosophischen Fakultät mit der Dissertation Die sächsische FDP seit 1990. Auf dem Weg zur etablierten Partei? zum Dr. phil. promoviert. Er war parlamentarischer Berater für Umwelt und Landwirtschaft sowie für Soziales, Gesundheit und Verbraucherschutz der sächsischen FDP-Landtagsfraktion. Seit 2015 arbeitet er zunächst als „Referent für Energie, direkte Demokratie, Gesundheit, Umwelt und Naturschutz“, inzwischen als Fraktionsgeschäftsführer für die AfD-Fraktion im Thüringer Landtag. Er veröffentlichte mehrere Bücher zur Wirtschaftspolitik.

## Schriften (Auswahl)
- Energiepolitik in Deutschland. Die energiepolitischen Maßnahmen der Bundesregierung 1949–2013. Nomos, Baden-Baden 2012, ISBN 978-3-8329-7585-2.
- Die Euro-Krise. Analyse der europäischen Strukturkrise. Springer VS, Wiesbaden 2013, ISBN 978-3-658-02451-2.
- Deutschland in der Finanzkrise. Chronologie der deutschen Wirtschaftspolitik 2007–2012. Springer VS, Wiesbaden 2013, ISBN 978-3-531-19824-8.
- Vollkasko-Ökonomie. Angriff auf die Marktwirtschaft? Springer VS, Wiesbaden 2014, ISBN 978-3-658-03667-6.
- Die sächsische FDP seit 1990. Auf dem Weg zur etablierten Partei? Springer VS, Wiesbaden 2015, ISBN 978-3-658-04656-9.
- Gesundheitspolitik in Deutschland. Eine Chronologie der Gesundheitsreformen der Bundesrepublik. Springer VS, Wiesbaden 2017, ISBN 978-3-658-17608-2.